# Heby
Heby este un oraș în Suedia.

## Demografie
| \| Evoluția demografică a zonei urbane Heby, 1970–2015 \| Evoluția demografică a zonei urbane Heby, 1970–2015 \| Evoluția demografică a zonei urbane Heby, 1970–2015 \| Evoluția demografică a zonei urbane Heby, 1970–2015 \| Evoluția demografică a zonei urbane Heby, 1970–2015 \| \| --------------------------------------------------------------------------------------- \| --------------------------------------------------- \| --------------------------------------------------- \| --------------------------------------------------- \| --------------------------------------------------- \| \| An \| \| \| Locuitori \| \| \| 1970 \| 1970 \| \| 2.377 \| 2.377 \| \| 1975 \| 1975 \| \| 2.578 \| 2.578 \| \| 1980 \| 1980 \| \| 2.604 \| 2.604 \| \| 1990 \| 1990 \| \| 2.604 \| 2.604 \| \| 1995 \| 1995 \| \| 2.704 \| 2.704 \| \| 2000 \| 2000 \| \| 2.613 \| 2.613 \| \| 2005 \| 2005 \| \| 2.687 \| 2.687 \| \| 2010 \| 2010 \| \| 2.550 \| 2.550 \| \| 2015 \| 2015 \| \| 2.724 \| 2.724 \| \| Sursa: SCB - Statistika Centralbyrån, Folkmängden per tätort. Vart femte år 1960 - 2016 \| \| \| \| \| |      |  |           |       |
| Evoluția demografică a zonei urbane Heby, 1970–2015 |      |  |           |       |
| An |      |  | Locuitori |       |
| 1970 | 1970 |  | 2.377     | 2.377 |
| 1975 | 1975 |  | 2.578     | 2.578 |
| 1980 | 1980 |  | 2.604     | 2.604 |
| 1990 | 1990 |  | 2.604     | 2.604 |
| 1995 | 1995 |  | 2.704     | 2.704 |
| 2000 | 2000 |  | 2.613     | 2.613 |
| 2005 | 2005 |  | 2.687     | 2.687 |
| 2010 | 2010 |  | 2.550     | 2.550 |
| 2015 | 2015 |  | 2.724     | 2.724 |
| Sursa: SCB - Statistika Centralbyrån, Folkmängden per tätort. Vart femte år 1960 - 2016 |      |  |           |       |